# Gifuruzi
Gifuruzi är ett vattendrag i Burundi.   Det ligger i provinsen Makamba, i den sydvästra delen av landet, 110 kilometer söder om huvudstaden Bujumbura.
Omgivningarna runt Gifuruzi är en mosaik av jordbruksmark och naturlig växtlighet. Runt Gifuruzi är det ganska tätbefolkat, med 214 invånare per kvadratkilometer.